# 岡田裕介 (写真家)
岡田裕介（おかだ ゆうすけ、1978年 - ）は、日本の写真家。埼玉県出身。

## 経歴
- 東京綜合写真専門学校を中退後、 山本光男に師事。
- 2003年、独立。
- 2006年、パラオを訪れた際に自然写真家を志し、2007年から1年間、沖縄県・石垣島に移住し本格的に自然環境の撮影を開始。
- 2009年、アメリカ・フロリダで撮影したマナティーの写真でナショナルジオグラフィック国際写真コンテスト世界大会 奨励賞を受賞。
- 現在は東京を拠点に水中・生物・風景・ミュージシャンのライブ撮影と幅広い分野で活動し、雑誌、広告などに作品を発表している。

## 受賞歴
- 2009年 National Geographic 日本版 2009 最優秀賞
- 2009年 アメリカ　National Geographic International Photography Contest 2009 奨励賞
- 2013年 Nature’s Best Photography Japan  準グランプリ

## 活動実績
- 雑誌

NATIONAL GEOGRAPHIC 日本版 / 週刊朝日 / BRUTUS / GQ JAPAN / フォトテクニックデジタル/ BE-PAL / 月刊カメラマン / MARINE PHOTO(JAPAN) /  
NATIONAL GEOGRAPHIC (GERMANY) / SPORT DIVER MAGAZINE (U.S.A.) / electric! / DAILY TELEGRAPH / EMEL MAGAZINE / DAILY MAIL（UK) / DeMorgen (BELGIUM) / WWF (SWISS)
- カレンダー Calendar

2012年版 クラレ企業カレンダー 
 2020年版  鴨川シーワールドオリジナルカレンダー
- 広告

TAMRON / Mamiya / SONY / 三井住友銀行
- 展示

「48th Sony Aquarium」2015年7月24日（金）〜9月6日（日）メインスチール・映像撮影担当
　アメリカ スミソニアン国立自然史博物館 年間展示
- 著書

「KOTARO」 (SHIBUYA PUBLISHING & BOOKSELLERS) 
「Penguin Being -今日もペンギン-」(玄光社)
- 個展

2019年〜2020年「Colors -ペンギン島の物語 -」富士フイルムフォトサロン全国5都市巡回展 
 2020年3月「Colors -ペンギン島の物語 -」京都写真美術館 
 2021年3月〜5月「Colors -ペンギン島の物語 -」長崎ペンギン動物園にて開催予定